# Franz Josef I de Liechtenstein
Franz Joseph I de Liechtenstein (1726 - 1781) fou el vuitè príncep de Liechtenstein i el tercer sobirà d'aquest estat.

## Vida
Va néixer el 19 de novembre de 1726 a Milà, fill d'Emanuel del Liechtenstein (1700–1771) i de Maria Anna Antònia, Comtessa de Dietrichstein-Weichselstädt Baronessa zu Hollenburg und Finkenstein (1706–1777). Franz Josef era el major de tretze germans.

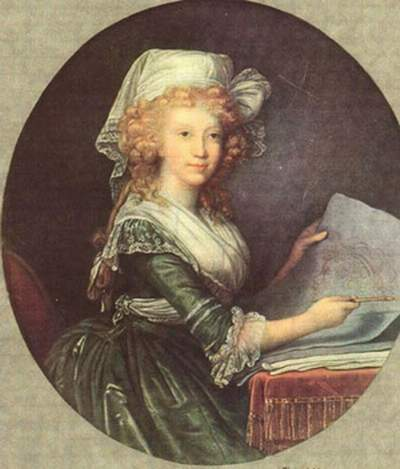
Imatge de Maria Lluïsa d'Espanya

Va ser reconegut sobirà de Liechtenstein després de la mort sense descendents del seu oncle Josef Wenzel I el 1772. Després de la sobtada mort del seu cosí Johann Nepomuk el 1723, es preveia que hauria d'accedir al tron en el futur, per tant el seu oncle Josef Wenzel li va traspassar tots els coneixement i experiència com a governant. També el va instruir en qüestions d'estratègia militar prenent-lo a la campanya del nord d'Itàlia. Junts van estar a la batalla de Piacenza (1746), formant part de les tropes enviades per l'emperador Carles VI del Sacre Imperi Romanogermànic per a fer costat a Carles Manuel III de Sardenya que s'enfrontava a l'exèrcit francoespanyol.
El 1763 Franz Josef va viatjar a Espanya per a portar un retrat de Maria Lluïsa la futura esposa de l'emperador Leopold II del Sacre Imperi Romanogermànic.
El 1767 va esdevenir conseller privat de l'emperador i el 1771 va ser nomenat cavaller de l'Orde del Tosó d'Or.
Quan se'n va fer càrrec del govern de Liechtenstein va mostrar interès per millorar els assumptes financers, cosa que va aconseguir. A més va continuar adquirint obres d'art que va afegir a la col·lecció començada pels seus avantpassats.

## Matrimoni i descendència
Es va casar amb la comtessa Maria Leopoldina de Sternberg (1733 – 1809), membre del la noblesa bohèmia, el 6 de juliol de 1750 a Valtice. La parella va tenir vuit fills:
- Josef Franz de Paula Felip Emanuel Isaia (1752 – 1754)
- Leopoldina Maria Anna Francesca de Paula Adelgonda (1754 – 1823), casada l'1 de setembre de 1771 amb Karl Emanuel d'Assia-Rheinfels-Rotenburg,[3]
- Maria Antònia Aloisia Walburga Mecthilde (1756 – 1821), que va ser monja
- Fraz de Paula Josef (1758 – 1760)
- Alois (1759–1805)
- Johann I Josef (1760–1836)
- Felip Josef Alois Martin (1762 – 1802)
- Maria Josepa Ermenegilda (1768 – 1845), casada el 15 de setembre de 1783 amb el príncep Nikolaus Esterházy von Galántha (1765 – 1833)[4]

## Mort i successió
Va morir el 18 d'agost de 1781 a Metz i va ser sepultat a la cripta familiar de l'església de la Nativitat a Vranov U Brna (Moràvia). El va succeir el seu fill Alois.